# Kódži Gušiken
Kódži Gušiken (japonsky 具志堅 幸司, Gushiken Kōji; * 12. listopadu 1956 Ósaka) je bývalý japonský reprezentant ve sportovní gymnastice.
Na mistrovství světa ve sportovní gymnastice v roce 1979 byl druhý v soutěži družstev a třetí na koni našíř. V letech 1979 až 1986 vyhrál šestkrát v řadě NHK Trophy. O moskevskou olympiádu v roce 1980 přišel kvůli japonskému bojkotu. Na MS 1981 zvítězil na bradlech (o první místo se dělil s Alexandrem Diťatinem) a byl třetí ve víceboji jednotlivců. Získal zlatou medaili za cvičení na bradlech z Asijských her v roce 1982, kde také obsadil druhé místo v přeskoku a v soutěži družstev. V roce 1983 se stal mistrem světa na kruzích, na budapešťském šampionátu také získal stříbrnou medaili ve víceboji a podílel se na třetím místě japonského týmu.
Na olympiádě v Los Angeles roku 1984 získal pět medailí. Zvítězil ve víceboji a o první místo na kruzích se dělil s Číňanem Li Ningem. Dále skončil druhý na hrazdě a v přeskoku a třetí v soutěži družstev. V roce 1985 Gušiken utrpěl zranění kotníku. Sice ještě nastoupil na mistrovství světa a získal bronzovou medaili na bradlech, ale na konci sezóny oznámil odchod z gymnastických soutěží. Jeho jméno nese prvek cvičení na bradlech gušiken.
Je absolventem tokijské sportovní univerzity Nittaidai, kde po ukončení aktivní kariéry působil jako pedagog a v letech 2017 až 2021 byl rektorem. V roce 2024 oznámil odchod do penze.
Byl také komentátorem televizních přenosů gymnastiky a vedl japonskou reprezentaci na pekingské olympiádě v roce 2008. V roce 2005 získal Medaili cti a v roce 2023 byl přijat do Mezinárodní gymnastické síně slávy.